# Washington (Tyne and Wear)
Pour les articles homonymes, voir Washington.
Washington est une ville anglaise de la cité de Sunderland au Royaume-Uni. Elle faisait historiquement partie du comté de Durham et a rejoint celui de Tyne and Wear lors de sa création en 1974. La ville est située à équidistance des villes de Newcastle upon Tyne, Durham et Sunderland.
Au recensement britannique de 2011, sa population était de 67 085 habitants.
Les ancêtres de George Washington, premier Président des États-Unis, sont venus de cette ville puisqu'ils possédaient le manoir de Washington Old Hall, dans lequel chaque année le Jour de l'Indépendance des États-Unis est célébré le 4 juillet.
L'étymologie de Washington remonte probablement, d'après le consensus des historiens, au vieil anglais Hwæsingatūn, qu'on peut traduire par "domaine des descendants de Hwæsa", le nom d'un propriétaire ou chef local anglo-saxon dont la trace s'est perdue.

## Économie
La ville est spécialisée dans l'industrie lourde.
Goodyear Tire & Rubber y à une usine de pneumatiques de 1968 au 5 juillet 2006. Une usine Rolls-Royce d'aubes pour réacteurs d'avions y est inaugurée le 5 juin 2014;
Une usine de munitions fabricant des obus y est inaugurée le 12 juillet 2012 sur le site d'une ancienne usine de Dunlop. Appartenant à BAE Systems, elle fabrique en 2023 des obus de calibre 30, 81, 105 et 155 mm. A cette date, elle emploie 340 personnes et doit augmenter ces effectifs à 440 pour une production passant de 16 000 a 128 000 obus par mois.